# منظمات مناصرة المواطنين
تسعى منظمات الدفاع عن المواطنين (برامج/برامج الدفاع عن المواطنين) إلى تحقيق المنفعة من خلال إعادة ربط الأشخاص الذين أصبحوا معزولين عن المجتمع العادي. وقد تم تعريف ممارساتهم في وثيقتين رئيسيتين: كايب في عام 1980 والتعلم من برامج المناصرة للمواطنين في عام 1987. إن الأساس النظري للدفاع عن المواطنين يكمن في الدفاع عن المواطنين والخدمات الوقائية للمعوقين والمعاقين. الفكرة المركزية التي ترتكز عليها هذه الممارسة هي أن تخفيض قيمة شخص أو مجموعة من قبل المجتمع له آثار سلبية عميقة على حياتهم.

## الأفكار الرئيسية
إن جوهر عمل منظمة الدفاع عن حقوق المواطنين هو الاعتقاد بأن مدى تقدير المجتمع (ككل) لفرد أو مجموعة يؤثر على كيفية تعامل المجتمع معهم.
إذا كان الفرد أو المجموعة ينظر إليهم على أنهم ذوو قيمة، فإن المجتمع (ككل) سوف يعاملهم بشكل جيد. والنتيجة هي أنهم سوف يتمتعون بالفائدة الكاملة لكونهم جزءًا من هذا المجتمع.
إذا تم تحديد فرد أو مجموعة من قبل المجتمع على أنها مختلفة، ويُنظر إليها على أنها ذات قيمة أقل (من أي شخص آخر)، فإن المجتمع سوف يعاملهم بشكل سيئ. على سبيل المثال، سيتم حرمانهم من حقوقهم واستبعادهم، وتحويلهم إلى كبش فداء، وعزلهم، ووضعهم مع آخرين يُنظر إليهم على أنهم مثلهم.
تُعتبر هذه الفكرة قوية بشكل خاص في سياق مجموعات معينة من الناس الذين يحددهم المجتمع (بشكل غير صحيح) على أنهم مختلفون سلبًا بشكل أساسي عن الناس العاديين، وأقل قيمة منهم (على سبيل المثال المرضى العقليين أو الأشخاص ذوي الاحتياجات الخاصة أو الأشخاص المصابين بالتوحد أو طالبي اللجوء).
تسعى منظمات الدفاع عن حقوق المواطنين إلى تحقيق المنفعة من خلال ربط الأفراد الذين تم استبعادهم وتخفيض قيمتهم بشخص ينظر إليه المجتمع عمومًا على أنه ذو قيمة. هناك بعض التأثيرات المباشرة الواضحة على استبعاد الشخص وشعوره بقيمته الذاتية. ولكن من المهم للغاية أيضًا التأثيرات المتوقعة التي تحدث عندما يرى المجتمع العادي أن شخصًا مُقدَّرًا لديه علاقة عادية مع هذا الشخص (على سبيل المثال صداقة)، وأن هذا الشخص المُقدَّر ينظر إليه على قدم المساواة (أي أيضًا شخصًا مُقدَّرًا). ومع ذلك، فإن التأثيرات المتوقعة أوسع من ذلك، حيث يُفترض أن المجتمع (بشكل عام) سوف يوسع استنتاجاته لتشمل المجموعة من الأشخاص الذين يُعتقد أن الفرد ينتمي إليهم.

## مثال توضيحي مبسط
تقوم منظمة الدفاع عن حقوق المواطنين بربط شخص مُصنف على أنه يعاني من إعاقة في التعلم (إعاقة في النمو) - اسمه هيليوس - بشخص له مكانة في مجتمعه المحلي (على سبيل المثال، صاحب متجر محبوب) - اسمه أليكس. هذين الشخصين يطوران صداقة. يظهر هيليوس وأليكس معًا، ويتعرف أشخاص آخرون على هيليوس. يتصرف أليكس وهيليوس كأصدقاء، ويصفون أنفسهم كأصدقاء. في حين أنهم يطلبون أحيانًا الدعم من منظمة مناصرة المواطنين، إلا أنهم لا يتحدثون عن ارتباطهم بها، بخلاف ذكر أن هذه المنظمة هي التي قدمتهم.
يتعرف أفراد المجتمع على هيليوس من خلال أليكس، وهو ما يعود بالفائدة المباشرة على هيليوس. عندما يكتشف أليكس أن هيليوس يعيش في ظروف سكنية سيئة، يساعد هو وعدد من الأشخاص الآخرين في العمل مع هيليوس للعثور على سكن خاص مستأجر وتأمين الدعم الذي يحتاجه للعيش هناك.
يكتب العديد من الأشخاص إلى السلطات المحلية والسياسيين للشكوى بشأن الطريقة التي يتم بها معاملة الأشخاص ذوي الإعاقات التعلمية. لأن السياسيين يرون أن المواطنين العاديين هم المهتمين بهذه القضية، فإنهم يعملون على تحسين الوضع.
لقد تمت كتابة قصص حقيقية عن علاقات الدفاع عن المواطنين في العديد من السياقات. توجد مجموعة من هذه القصص في كتاب شخص واحد في كل مرة: الدفاع عن حقوق المواطنين من أجل الأشخاص ذوي الإعاقة.